# Теневой кабинет официальной оппозиции (Великобритания)
Теневой кабинет официальной оппозиции или просто Теневой кабинет (англ. Official Opposition Shadow Cabinet) — имеющее официальный статус оппозиционное теневое правительство в британской парламентской системе.
Главная оппозиционная партия в парламенте носит статус «официальной оппозиции Его Величества», получает дополнительное финансирование на политическую деятельность, а члены «теневого» кабинета имеют надбавки к своему стандартному депутатскому жалованью. Они призваны контролировать работу — быть «тенями» — министров действующего Кабинета.
В состав теневого кабинета входят не все члены оппозиции, а только руководители высшего звена (обычно около 20 человек). Лидер оппозиции формирует кабинет и определяет надбавку к депутатскому жалованию.
Когда в оппозиции находится партия Лейбористов, Кабинет формируется из пяти бывших членов Правительства и 19-ти членов текущего Парламента. Портфели между ними распределены по решению лидера партии на двухлетний период. Также установлено, что в составе «теневого» кабинета должно быть как минимум шесть женщин.